# Wolfgang Maria Bauer
Wolfgang Maria Bauer (* 9. Juni 1963 in München) ist ein deutscher Schauspieler, Autor und Regisseur.

## Leben und Karriere
Wolfgang Maria Bauer wurde als Sohn eines Gymnasialprofessors und einer Sportlehrerin geboren. Er studierte Philosophie, Germanistik und Theaterwissenschaft an der Ludwig-Maximilians-Universität in München und besuchte anschließend von 1986 bis 1990 die Staatliche Schauspielschule Stuttgart. Danach spielte er in verschiedenen Theaterhäusern, u. a. gehörte er drei Jahre lang zum Ensemble des Residenztheaters München und spielte in der Romeo und Julia-Inszenierung von Leander Haußmann den Mercutio. Zu seinen weiteren Stationen gehörten Berliner Ensemble, Deutsches Theater Berlin, Schauspielhaus Hamburg, Zürich, Burgtheater Wien und Salzburger Festspiele.
Von 2000 bis 2005 war er Oberspielleiter am Theater in Heidelberg. Seit 2014 ist er erneut Oberspielleiter, am Stadttheater Landshut. Als Regisseur hat er mittlerweile etwa 50 Inszenierungen an deutschsprachigen Theatern erarbeitet.
Wolfgang Maria Bauer hat 10 Theaterstücke verfasst, die im S.Fischer Verlag erschienen und im deutschsprachigen Raum und auch im Ausland gespielt wurden.
Einer breiteren Öffentlichkeit bekannt wurde er durch die Rolle des Kommissars Viktor Siska in der ZDF-Krimiserie Siska, welche er von 2004 bis 2008 verkörperte.
Wolfgang Maria Bauer ist aktives Mitglied der deutschen Autorennationalmannschaft (Autonama) im Fußball. In seiner Jugend spielte er u. a. beim TSV 1860 München und im späteren Verlauf als Mittelstürmer bei der Spielvereinigung Unterhaching und beim TSV München Großhadern.
Er arbeitet zudem mit Kindern in Guadalajara, Mexiko, für seine Organisation „Theater ohne Grenzen“ (Egidius Braun Stiftung DFB).

## Filmografie (Auswahl)
- 1992: Zum Greifen nah[5]
- 1993–2015: Tatort (Fernsehreihe)
  - 1993: Ein Sommernachtstraum
  - 1995: Rückfällig
  - 2010: Nie wieder frei sein
  - 2012: Der tiefe Schlaf
  - 2013: Die Fette Hoppe
  - 2015: Der Irre Iwan
- 1995: Kabel und Liebe[6]
- 1995: Rückfällig[7]
- 1996: Irren ist männlich
- 1996: Und keiner weint mir nach[8]
- 1997: Die Musterknaben
- 1998: Der Schnapper[9]
- 1998: Der Alte – Episode 240: Schlagt ihn tot
- 1999: Der Solist – Kein Weg zurück
- 2000: Ein starkes Team: Bankraub (Fernsehfilm)
- 2000: Der Alte – Der Schatten des Todes
- 2002: Die Rosenheim-Cops – Hopfen und Malz
- 2002: 666 – Traue keinem, mit dem du schläfst!
- 2003: Polizeiruf 110 – Tiefe Wunden[10]
- 2005: Der Bulle von Tölz: Kochkünste
- 2004–2008: Siska (Fernsehserie)
- 2008: Die Rosenheim-Cops: Eine Mordsrechnung (Fernsehserie)
- 2009: Pfarrer Braun – Glück auf! Der Mörder kommt!
- 2010: Das Traumschiff – Indian Summer (Fernsehfilm)
- 2010: Die Zeit der Kraniche (Fernsehfilm)
- 2011, 2017: SOKO 5113
- 2011: Die Dienstagsfrauen … auf dem Jakobsweg zur wahren Freundschaft
- 2011: Marie Brand und der Moment des Todes
- 2012: Die Wand
- 2013: München 7
- 2013: Der große Schwindel
- 2013: Borgia (Fernsehserie)
- 2014: Pfarrer Braun: Brauns Heimkehr
- 2014: Crossing Lines: Undercover (Fernsehserie)
- 2015: Letzte Spur Berlin – Monster (Fernsehserie)
- 2015: Kommissarin Lucas – Der Wald (Fernsehreihe)
- 2016: Polizeiruf 110 – Und vergib uns unsere Schuld
- 2016: Das Verschwinden (TV-Film)
- 2016: Großstadtrevier (Fernsehserie, 1 Folge)
- 2017: Hindafing (Fernsehserie)
- 2017–2019, 2022–2024: Marie fängt Feuer (Fernsehreihe, 14 Folgen)
- 2018: Kill Me Today, Tomorrow I’m Sick! (Kinofilm)
- 2019: Hubert ohne Staller (Fernsehserie, 1 Folge)
- 2019: In aller Freundschaft – Die jungen Ärzte – Ganz in Weiß (Fernsehfilm)
- 2020: Unter Verdacht: Evas letzter Gang
- 2020: In aller Freundschaft (Fernsehserie, Folge Achterbahn)
- 2020: Wilsberg (Fernsehserie, Folge Alles Lüge)
- 2020: Frühling – Liebe hinter geschlossenen Vorhängen
- 2021: Nie zu spät
- 2022: SOKO Stuttgart (Fernsehserie, Folge Vater gesucht)
- 2022: Die Kanzlei (Fernsehserie, Folge Der Wert des Lebens)

- 2024: Halb Zehn[11]

## Werke (Auswahl)
- Der Räuber Kneißl
- Bayernsonate
- Der Brandner Kaspar kehrt zurück[12]
- Der kleine Wolperdinger (7+)
- Der Schatten eines Fluges - Die Geschichte von Mathias Kneißl
- Der Zikadenzüchter
- Fata Morgana
- In den Augen eines Fremden[13]
- Julie, Traum und Rausch (nach Motiven August Strindbergs …)[14]
- Kirsche in Not!
- Madam Bäurin
- Nanou
- Späte Wut
- Wir hätten gewinnen müssen

## Theaterstücke als Regisseur (Auswahl)
- 1999: Don Carlos von F. Schiller am Deutschen Nationaltheater Weimar[15]
- 1999: Die Räuber von F. Schiller am Theater der Stadt Heidelberg[16]
- 2000: Gespenster von Henrik Ibsen am Theater der Stadt Heidelberg[16]
- 2001: Caligula von Albert Camus am Theater der Stadt Heidelberg[16]
- 2001: Hamlet von William Shakespeare am Theater der Stadt Heidelberg[17]
- 2001: Glaube Liebe Hoffnung von Ödön von Horváth am Münchner Volkstheater[18]
- 2002: Die Jungfrau von Orleans von F. Schiller am Theater der Stadt Heidelberg
- 2006: Die Möwe von A. Tschechow am Luisenburg-Festspiele[19]
- 2007: Im weißen Rößl von Ralph Benatzky am Theater Heilbronn[20]
- 2008: Bunbury von O. Wilde am Theater Heilbronn
- 2011/2012: Tolles Geld oder Armut ist keine Schande von Alexandr N. Ostrowskis am Anhaltischen Theater Dessau
- 2012: Preparadise sorry now von Rainer Werner Fassbinder am Schauspiel Leipzig[21]
- 2014: Iphigenie auf Tauris von Johann Wolfgang von Goethe am Luisenburg-Festspiele[19]
- 2023: Leben des Galilei von Bertolt Brecht am Landestheater Niederbayern[22]
- 2023: Der Brandner Kaspar 2 – Er kehrt zurück von Wolfgang Maria Bauer am Luisenburg-Festspiele[23]

## Theaterstücke als Schauspieler (Auswahl)
- 1993: Mercutio in Romeo und Julia von William Shakespeare  am Residenztheater München inszeniert von Leander Haußmann
- 1998: St. Just in Dantons Tod von Georg Büchner am Salzburger Festspiele und Berliner Ensemble inszeniert von Robert Wilson[24]
- 1999: Edmund in König Lear von William Shakespeare am Deutschen Schauspielhaus Hamburg inszeniert von Dimiter Gotscheff[25]
- 2005: Adam Brant in Trauer muss Elektra tragen von Eugene O’Neill am Theater Bonn inszeniert von Klaus Weise[26]
- 2010: Richter Brack in Hedda Gabler von Henrik Ibsen am Theater Bonn inszeniert von Klaus Weise[27]
- 2011: Isak Jakobi in Fanny und Alexander von Ingmar Bergman am Central Theater Leipzig inszeniert von Sebastian Hartmann[28]
- 2012: Thomas Mayr in Magdalena von Ludwig Thoma am Münchner Volkstheater inszeniert von Maximilian Brückner[29]

## Auszeichnungen
- 1993: Dr.-Otto-Kasten-Preis
- 1994: Dramatikerpreis des Deutschen Goethe-Instituts im Rahmen der 19. Mülheimer Theatertage STÜCKE 94 für „In den Augen eines Fremden“[30]
- 1995: Bayerischer Staatspreis Schauspiel
- 1998: Bayerischer Kunstförderpreis für Literatur[31]